# Röd titiapa
Röd titiapa (Callicebus cupreus) är en primat i släktet springapor som förekommer i nordvästra Brasilien och östra Peru.

## Utseende och anatomi

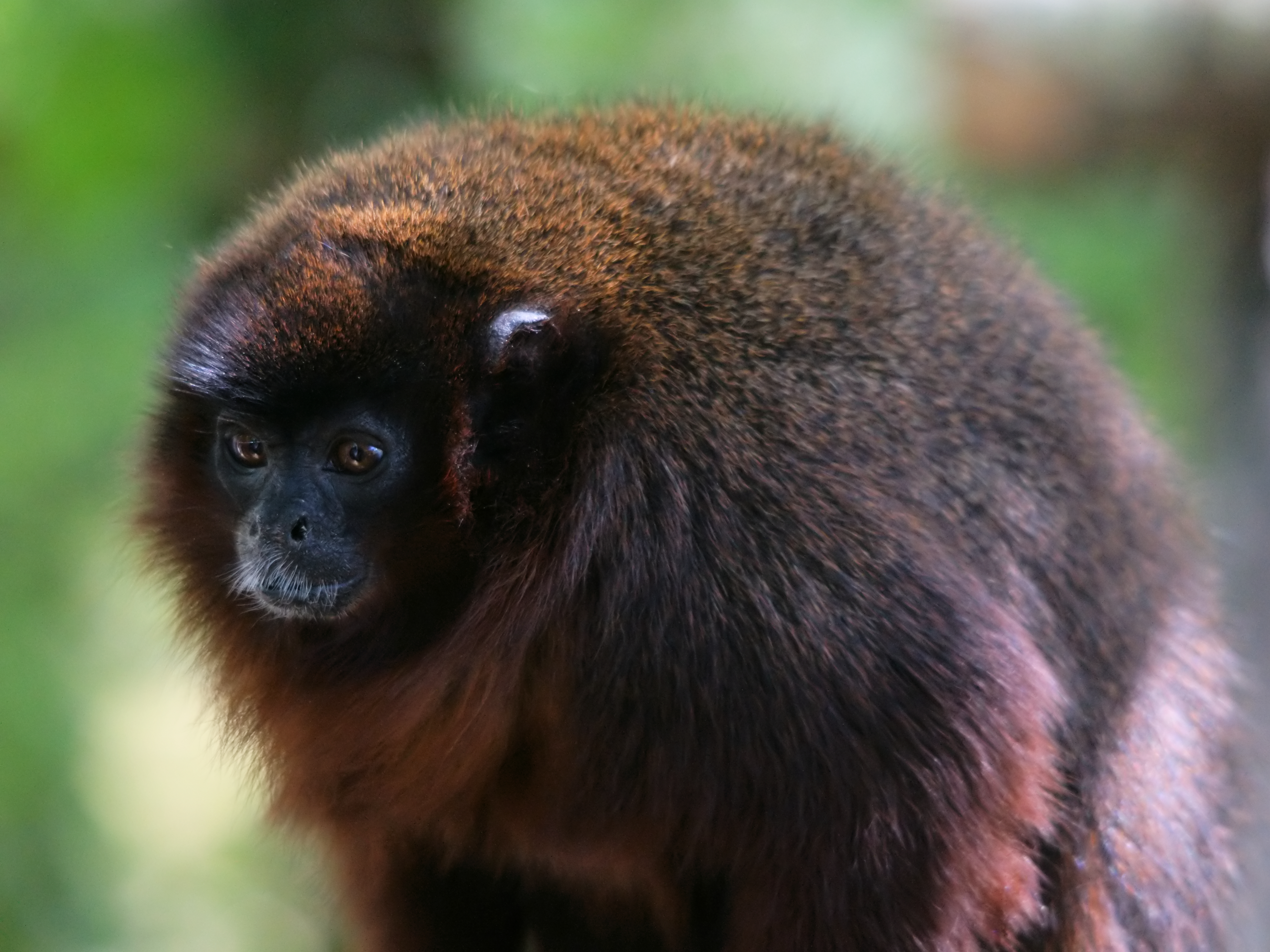
Närbild

Arten är en liten primat med tät päls och lång svans. Storleksuppgifterna varierar lite på grund av att vissa populationer antingen räknas som underarter eller som självständiga arter (se systematik). De ligger allmänt vid 28 till 39 cm för längden från huvudet till svansroten och därtill kommer en något längre svans. För vikten anges mellan 1 000 gram (genomsnitt) och 1 500 gram (maximal). Svansen är yvig och används inte som gripverktyg. Pälsen har på ryggen, sidorna och största delen av svansen en gråbrun till mörkbrun färg, extremiteternas insida, buken och ett slags skägg är rödaktiga.

## Utbredning och habitat
Röd titiapa lever i nordvästra Brasilien och östra Peru. Utbredningsområdet begränsas av floderna Marañon i norr, Ucayali i väst och Purus i sydost. Habitatet utgörs av olika sorters skogar.

## Ekologi
Liksom andra springapor är arten aktiv på dagen och vistas främst på träd. Individerna hittas sällan på marken. De klättrar ofta på fyra fötter över grenar och har bra förmåga att hoppa. Röd titiapa bildar allmänt mindre grupper (2 till 4 individer) av ett monogamt par föräldrar och deras ungar. Varje flock har ett avgränsat revir som bara i undantagsfall överlappar med reviret av andra grupper. För att visa anspråk på territoriet sjunger hannen och honan varje morgon i duett. Dessutom har arten flera andra läten för kommunikationen. Sällan uppstår strider mellan medlemmar av olika flockar där två revir gränser mot varandra.
Födan utgörs främst av frukter (75 %) och dessutom äter de löv, unga växtskott och insekter.
Efter dräktigheten som varar ungefär 130 dagar föds mellan november och mars ett enda ungdjur, sällan tvillingar. Efter en kort tid är hannen huvudansvarig för ungens uppfostring, till exempel genom att bära ungdjuret, och honan ger bara di. Ungen avvänjas efter cirka fyra månader och efter genomsnittlig två år lämnar ungen sin familj. Individer i fångenskap blev upp till 25 år gamla.

## Hot
Artens utbredningsområde är bara glest befolkat och dessutom lever röd titiapa i några skyddsområden. IUCN listar arten därför som livskraftig (Least Concern).

## Systematik
Röd titiapa är en av cirka 30 arter i släktet springapor. Enligt Wilson & Reeder (2005) bildar den med 6 närbesläktade arter en artgrupp, den så kallade cupreus-gruppen. Andra zoologer räknar några av dessa 6 arter som underarter till röd titiapa.